# Menetek között
A Menetek között (Between Rounds) Thomas Eakins amerikai festő alkotása, amely 1898–1899 között készült.
Az 1890-es évek végén Eakins visszatért a sport és a férfiatléták témájához képein. Az 1870-es évektől eltérően nem evezősöket baseballjátékosokat, vadászokat festett, hanem helyi ökölvívókat, akik ócska, füsttel teli arénákban, tornatermekben csaptak össze Philadelphiában. Eakins Samuel Murray szobrásszal és más barátaival járt díjmérkőzésekre, elsősorban a városi arénába. Az épület a Broad Street és a Cherry Street találkozásánál állt, szemben a szépművészeti akadémiával. A bokszmeccsekről készült képei, tárgyukat tekintve, ugyanúgy forradalmiak voltak, mint két évtizeddel korább sport témájú művei.
A festmény előterében a ring egy része látható. Sarkában a bokszmérkőzés egyik ökölvívója ül a két menet közötti rövid szünetben, míg edzője egy törülközővel legyezi. A ring előtt talán a pontozóbíró ül. A nézők karzatról figyelik a mérkőzést.
Eakins alaposan megtervezte a Menetek között kompozícióját, feleségétől, a szintén festő Susan Hannah Macdowelltől tudni, hogy a képen szereplő alakokat modellek után festette. A belső tér ugyanaz a terem, ahol a mérkőzések lezajlottak. A részleteket különböző összecsapások alatt figyelte meg, és keményen dolgozott azért, hogy visszaadja a por és füst által keltett atmoszférát. A kép a Philadelphia Museum of Art gyűjteményének része.
A festő két másik képet is szentelt az ökölvívásnak, a Rászámolás a Yale University Art Gallery gyűjteményének része, az Üdvözlet pedig az Addison Gallery of American Artban látható.